# Melophorus biroi
Melophorus biroi är en myrart som beskrevs av Auguste-Henri Forel 1907. Melophorus biroi ingår i släktet Melophorus och familjen myror. Inga underarter finns listade i Catalogue of Life.